# Death Star
De eerste en tweede Death Star zijn twee ruimtestations in het fictieve Star Wars-universum. Het waren gigantische kunstmatige planetoïde-achtige schepen, met genoeg vuurkracht om een hele planeet in één keer op te blazen; de naam betekent dan ook doodsster. Beide Death Stars zijn geproduceerd door het Galactische Keizerrijk van Keizer Palpatine.

## Eerste Death Star
De eerste Death Star speelt een belangrijke rol in de film Star Wars: Episode IV: A New Hope. Een groot deel van de film speelde zich af aan boord van dit ruimtestation.

### Achtergrond
De Death Star werd in een periode van ongeveer 19 jaar gebouwd. In Star Wars Episode II: Attack of the Clones waren de ontwerpen van het gevechtsstation al klaar. De separatistische leider Poggle the Lesser gaf de ontwerpen aan Graaf Dooku/Darth Tyranus. Tyranus gaf de ontwerpen op zijn beurt weer door aan zijn Meester, Darth Sidious/Kanselier Palpatine op Coruscant. Aan het eind van Star Wars: Episode III: Revenge of the Sith keken Darth Vader en Keizer Palpatine toe hoe de bouw begon. In de film Rogue One: a Star Wars story werd de Death Star voor het eerst geshowd aan het keizerrijk. Daarbij blies de Death Star de stad Jedha op en later in de film de basis op de planeet met alle data van het keizerrijk omdat de rebellen de blauwdrukken hadden gevonden en een fout wisten te vinden. Eenmaal af was de Death Star een onbeschrijflijk krachtig en tevens afschrikwekkend wapen. Het immense ruimtestation droeg een wapen met de mogelijkheid complete planeten te verwoesten. De Death Star was ontworpen als afschrikkingswapen, bedoeld om complete beschavingen te elimineren. De gigantische constructie (120 km diameter) gold als het ultieme bewijs van de kwade geest van het Keizerrijk, van het geloof in superieure technologie en staatsterreur. Het station had een grote hoeveelheid turbolasers en een sterke trekstraalprojector. De Death Star werd het symbool van angst in Star Wars Episode IV: A New Hope.

### Het ultieme wapen
Aan één zijde van de Death Star zat een grote schotelvormige deuk in het verder vrijwel volmaakt bolvormige ruimtestation. Dit was het hoofdwapen, de primaire laser. De vuurkracht was groter dan die van de helft van de volledige Galactische sterrenvloot samen. De enorme vuurkracht van dit wapen werd slechts eenmaal gebruikt: in een poging de gevangengenomen prinses Leia Organa te laten verklappen waar de basis van de Rebellenalliantie zich bevond, én om de vuurkracht te demonstreren aan het hele Galactische Keizerrijk, richtte Grootmoff Tarkin de superlaser op de vredige wereld Alderaan. De laser veranderde met één schot de planeet Alderaan en zijn volledige bevolking in een wolk ruimtepuin. Hierbij kwamen Leia's pleegouders om: Bail Organa (Senator van Alderaan) en Breha Organa (Koningin van Alderaan).

### Slag om Yavin
Later zette het schip koers richting Yavin IV, met als doel het hoofdkwartier van de rebellen te vernietigen. De Rebellenalliantie zette alle beschikbare schepen in tegen de Death Star. De militairen van het Keizerrijk waren zo onder de indruk van de kracht van de ster, dat ze er geen rekening mee hadden gehouden dat hij vernietigd zou kunnen worden. Het station was immers ontworpen om een frontale aanval van de beste schepen van de rebellen te weerstaan. Aanvankelijk zag men niet eens de noodzaak om TIE Fighters in te zetten om de aanval af te slaan. De rebellen slaagden er echter in om een ontwerpfout te vinden in de plannen van de Death Star. Dit vereiste wel een moeilijke vlucht door de geulen in het oppervlak en daarna het uitvoeren van een precisiebombardement. Met de gedachte aan de geest van Obi-Wan Kenobi en geholpen door de Kracht kon Luke Skywalker met één welgemikt schot van zijn X-Wing de zwakke plek van de Death Star raken, waarna er een einde kwam aan de terreur van de Death Star. Een paar seconden voordat de Death Star werd opgeblazen wilde Tarkin de rebellenbasis opblazen, maar een tweede zwakte van de basis was dat de superlaser erg lang moest opladen om te kunnen vuren, dus de vuursnelheid was veel te traag en zo kon Luke de Death Star net op tijd opblazen.
Drie jaar later ontdekte de Alliantie dat er een grotere Death Star in aanbouw was vlak bij de bos-maan Endor.

## Tweede Death Star
De tweede Death Star is de opvolger van de oorspronkelijke Death Star, een superwapen van het Galactische Keizerrijk. Deze bevat een keizerlijke troonzaal helemaal bovenaan (noordpool) waarin zich een finale gedeelte van de slag om Endor afspeelt.

### Achtergrond
De tweede Death Star is een verbeterde en grotere versie van de eerste Death Star. Deze versie heeft een diameter van ca. 320 kilometer. Net als de eerste Death Star lijkt ze op een kleine maan, en is ze in staat om een planeet in één keer op te blazen. De tweede Death Star heeft echter geen zwakke plekken meer. De tweede Death Star werd gebouwd bij de bosmaan Endor. Om deze Death Star te beschermen tijdens het bouwproces, werd van af de maan een krachtveld rondom de Death Star gegenereerd.
De wapens van de nieuwe Death Star werden als eerste voltooid. Zo kon de tweede Death Star ondanks dat hij nog maar half af was wel al zijn lasers gebruiken.

### Slag om Endor
In de film Star Wars: Episode VI: Return of the Jedi slagen de rebellen er toch in om deze Death Star te vernietigen door het ruimtestation aan te vallen wanneer ze nog niet voltooid is. De Death Star wordt opgeblazen door Lando Calrissian. Die gebruikte daarvoor het schip van Han Solo: De Millennium Falcon. Maar dat was niet gelukt als de X-Wing van Wedge Antilles niet had meegeholpen.
Op deze Death Star stierf ook Darth Vader (Anakin Skywalker), net nadat hij de Keizer had gedood. Zijn zoon Luke zag dat voor z'n ogen gebeuren en kon met het lichaam van zijn vader ontsnappen voordat de Death Star ontplofte.

## Fasen
- Episode II: de Death Star plannen/schema's worden aan Palpatine/Darth Sidious gegeven door Graaf Dooku/Darth Tyranus.
- Episode III: de Death Star is onder constructie.
- Episode IV: de Death Star is operationeel en blaast Alderaan op. Het gevechtsstation wordt vernietigd door de Rebellenalliantie.
- Episode VI: de tweede Death Star is in aanbouw, maar ook al operationeel. De tweede Death Star explodeert ook.

## Expanded Universe
In de Star Wars Expanded Universe werd onthuld dat er meer aan de hand was met de Death Star dan de rebellen of het Keizerrijk wisten. De moordlustige droid IG-88 had zijn bewustzijn overgebracht op de computerkern van de Death Star, en toen deze in de Death Star werd geplaatst kreeg hij de macht over het hele ruimtestation. Het personeel wist hier niets van af daar IG-88 zich stil hield tot de Death Star was voltooid. Tijdens het gevecht met de rebellen vuurde hij de lasers van de Death Star af om het personeel te laten denken dat zij in controle waren. Als de rebellen hadden gefaald in het vernietigen van de Death Star, dan zou IG-88 zijn nieuwe lichaam hebben gebruikt om het keizerrijk te verwoesten, en een signaal uit te zenden dat alle droids in opstand zou laten komen tegen hun meester.

## Astronomie

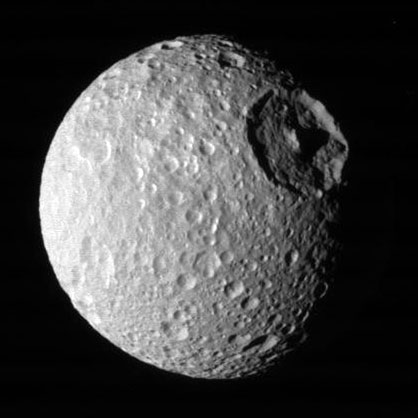
De Saturnus-maan Mimas

In 1981, na de vlucht van het ruimtevaartuig Voyager 1 langs Saturnus, merkten wetenschappers een gelijkenis op tussen een van de manen van de planeet, Mimas, en de Death Star. Omdat het ontwerp van de Death Star dateert van 1977 lijkt de overeenkomst op toeval te berusten.